# Al-Nahr
al-Nahr (en arabe : النهر), était un village de Palestine mandataire situé à  14 km au nord-est d’Acre. Les habitants furent expulsés et le village rasé en mai 1948  dans le cadre de l’opération Ben-Ami des forces de défenses israéliennes.

## Histoire
Les villages  jumeaux d’al-Nahr et d’al-Tall  étaient deux sites d’anciens peuplements sur la butte de Tell Kabri. Des fouilles récentes indiquent que les lieux étaient habités dès le sixième millénaire avant notre ère.

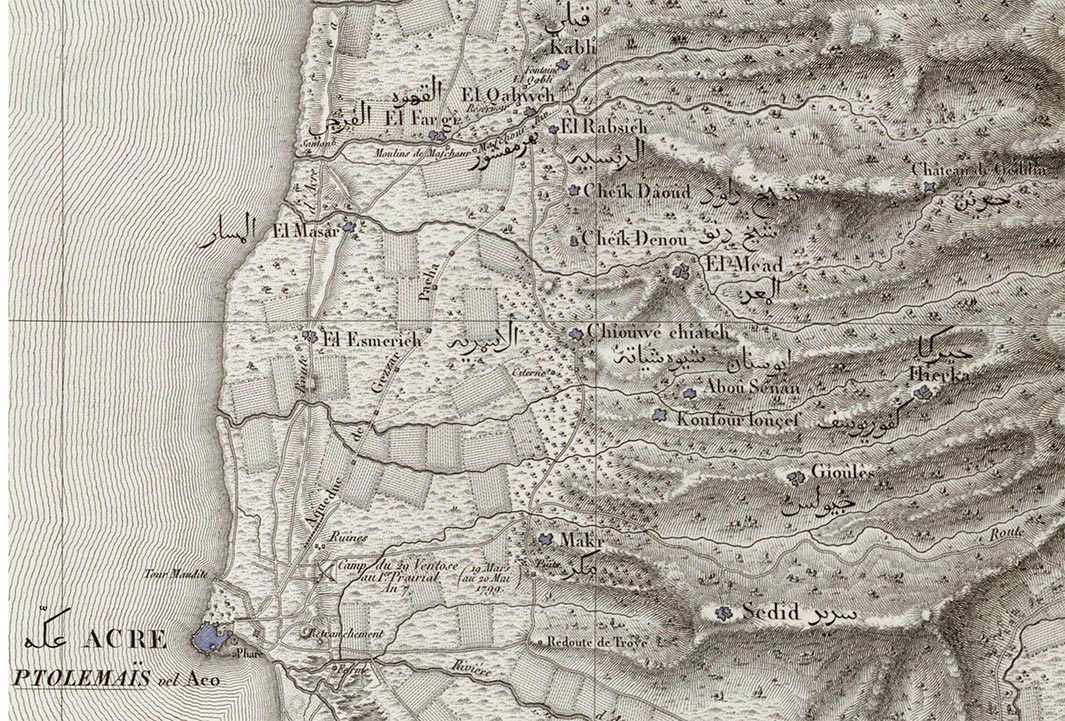
Village nommé El Qahweh sur la carte de Pierre Jacotin en 1799

Pendant la période de domination ottomane sur la région, le village apparaît sous le nom d’El Qahweh ou une variante : c’est le cas par exemple sur la carte dessinée par Pierre Jacotin en 1799 dans le cadre de  la campagne d’Égypte. En 1875, quand l’explorateur et géographie français Victor Guérin visite le village, qu’il appelle El Kahoueh, il y trouve 120 habitants, tous musulmans.
En 1881, le Survey of Western Palestine du Palestine Exploration Fund décrit El Kahweh, comme « un village en pierre, contenant environ 250 musulmans,  situé sur la plaine, entouré de figues, d’olives, de mûres et de grenades ; il y a une fontaine et un cours d’eau coulant vers le village ». Un recensement de 1887 environ le dote de 370 habitants.
Sous le mandat britannique en Palestine, un recensement de la population, en 1922, dote le village  Al Nahr wa Tal d’une population of 422 habitants (208 hommes, 211 femmes), dont  3 bahais (2 hommes et 1 femme), les autres musulmans. Le recensement de 1931 indique  522 habitants de religion musulmande, répartis dans 120 maisons.
Les habitants d’Al-Nahr vivent principalement d’agriculture et d’élevage.
En 1945, sa population atteint  610 personnes, musulmanes, dotées de 5 261 dounams (soit 5,26 km2) de terres. Un total of 2 066 dounams (soit 2,06 km2) est utilisé pour la culture des citrons, 1 094 dounams (soit 1,1 km2)  sont alloués aux céréales, 1 937 dounams (soit 1,97 km2) sont irrigués ou plantés d’arbres, dont 30 dounams d’oliviers,, ; les bâtiments et maisons s’étalent sur  28 dounams,.

## La guerre de 1948 et ses suites
Le 27 mars 1948, des centaines de villageois armés et des unités de l'Armée de libération arabe attaquèrent un convoi juif près de'Al-Kabri, tuant 49 personnes ; 6 des attaquants furent aussi tués. Deux mois plus tard, le commandant de l'opération Ben-Ami donna l'ordre « d'attaquer, avec l'objectif de capturer, les villages de al-Kabri, d’Umm al-Faraj et d'Al-Nahr ; de tuer les hommes ; et de détruire et mettre le feu au village »,. Benvenisti affirme que les « ordres furent suivis à la lettre », tandis que Morris écrit que plusieurs villageois furent apparemment exécutés.
Après la guerre, la zone fut incorporée dans le nouvel état israélien. Le kibboutz de Kabri fut fondé l'année suivante, et utilise des terres qui ont appartenu à Al-Nahr. Le moshav Ben Ami, nommé d'après le commandant tué pendant une attaque sur le village voisin de Nahariya, fut aussi établi sur les terres du village. En 1992, l'historien palestinien Walid Khalidi décrit ainsi le site : « Seules deux maisons demeurent et une d'elles est partiellement détruite. Un grand arbre à dates pousse sur le site du village qui est envahi par les herbes sauvages, quelques cactus et des figuiers. Le cimetière, sur le côté ouest du village, contient encore une tombe identifiable. La source Fawwara à proximité a été entourée de grilles et déclarée propriété privée, ».